# Racibórz (Masuren)
Racibórz [raˈt͡ɕibuʂ] (deutsch Ratzeburg) ist ein Ortsteil des Dorfes Kolonia (deutsch Grünwalde) in der Gmina Świętajno im Powiat Szczycieński in der Woiwodschaft Ermland-Masuren.

## Geographische Lage
Der Ortsteil Racibórz liegt im masurischen Seengebiet auf dem Baltischen Landrücken. Charakteristisch für die Landschaft in dieser Gegend sind zahlreiche Seen, Sümpfe, Teiche sowie Nadel- und Mischwälder. Westlich  liegt der See Ratzeburger See (polnisch Jezioro Świętajno Łąckie) und östlich die Johannisburger Heide.
Südlich des Ortsteils verläuft die Bahnstrecke Olsztyn–Ełk. In der Nähe verläuft die Landesstraße 53 Szczytno–Rozogi und die Landesstraße 59 Mrągowo–Rozogi. Die Entfernung zum Dorf Kolonia beträgt drei Kilometer, nach Świętajno sechs Kilometer und nach Szczytno 24 Kilometer.

## Geschichte
Ursprünglich war die Region von den heidnischen Prußen bewohnt. Seit 1243 gehörte das Gebiet dem Deutschordensstaat. Nach dem Zweiten Frieden von Thorn im Jahr 1466 kam die Region zum Herzogtum Preußen und wurde damit 1701 Teil des Königreichs Preußen und später der Provinz Ostpreußen. Im Juli 1874 wurde der Amtsbezirk Ratzeburg Nr. 2 mit Oberförsterei gebildet.
Aufgrund der Bestimmungen des Versailler Vertrags stimmte die Bevölkerung im Abstimmungsgebiet Allenstein, zu dem Ratzeburg gehörte, am 11. Juli 1920 über die weitere staatliche Zugehörigkeit zu Ostpreußen (und damit zu Deutschland) oder den Anschluss an Polen ab. In Ratzeburg stimmten 29 Einwohner für den Verbleib bei Ostpreußen, auf Polen entfielen keine Stimmen.
Ende Januar 1945 wurde Grünwalde samt Ratzeburg von der Roten Armee eingenommen und der sowjetischen Kommandantur unterstellt. Nach Kriegsende kam Grünwalde zu Polen und heißt seither Kolonia und Ratzeburg Racibórz. Von 1975 bis 1998 gehörte Kolonia samt Racibórz der Woiwodschaft Olsztyn an.

## Kirche
Bis 1945 war das Dorf Ratzeburg in die evangelische Kirche Schwentainen (Kreis Ortelsburg) und die Forststellen in die evangelische Kirche Puppen in der Kirchenprovinz Ostpreußen der Kirche der Altpreußischen Union,  außerdem in die römisch-katholische Kirche Ortelsburg im damaligen Bistum Ermland eingepfarrt.
Heute gehört Racibórz evangelischerseits zur Kirche Szczytno in der Diözese Masuren der Evangelisch-Augsburgischen Kirche in Polen, katholischerseits zur Pfarrei St. Andreas Bobola in Świętajno – mit der Filialkirche Kolonia – im jetzigen Erzbistum Ermland.

## Persönlichkeiten
- Curt Siewert (* 1899 in der Oberförsterei Ratzeburg; † 1983 in Hannover), Offizier, Generalmajor der Bundeswehr